# Carl Frederik Simony
Carl Frederik Bistrup Simony (12. března 1909, Maniitsoq – 4. prosince 1983) byl dánský právník, státní úředník a grónský guvernér.

## Životopis
Carl Frederik Bistrup Simony se narodil 12. března 1909 v Maniitsoqu jako syn inspektora Christiana Simonyho (1881–1961) a jeho manželky Carly Østerberg Bistrup (1883–1979).
Simony vystudoval práva v roce 1935. Poté pracoval jako tajemník v kodaňském Børneværnu, státní instituci podobné úřadu pro péči o mládež. V roce 1938 přešel na ministerstvo zemědělství a v témže roce do Národní rady pro péči o děti, kde zůstal až do roku 1945. V roce 1939 se stal také tajemníkem grónské správy a v roce 1943 byl povýšen na zplnomocněného zástupce. V roce 1945 byl jmenován guvernérem Jižního Grónska a vzhledem k tomu, že toto místo bylo neobsazené, také guvernérem Severního Grónska, protože Eske Brun předtím spravoval obě kolonie společně. V roce 1947 předal severní inspektorát Nielsu Otto Christensenovi a v Jižním Grónsku zůstal ve funkci až do roku 1950, i poté v oblasti nadále působil, i když již ne na nejvyšší úrovni.
V roce 1952 se stal policejním mistrem. V letech 1959 až 1964 byl soudcem Grónské zemské rady. V letech 1945 až 1950 byl členem grónské správy pro vzdělávání. V roce 1949 byl členem Grónské komise. V roce 1955 se stal členem rady Arktického institutu. V letech 1956 až 1963 byl předsedou muzejního výboru Národní rady. V roce 1966 byl členem správy Grónského národního muzea, v roce 1970 byl členem Sdružení grónských dětí a v letech 1971-1973 členem Det Grønlandske Selskab. Byl nositelem Rytířského kříže 1. třídy řádu Dannebrog.
Zemřel 4. prosince 1983.